# 霞云岭乡

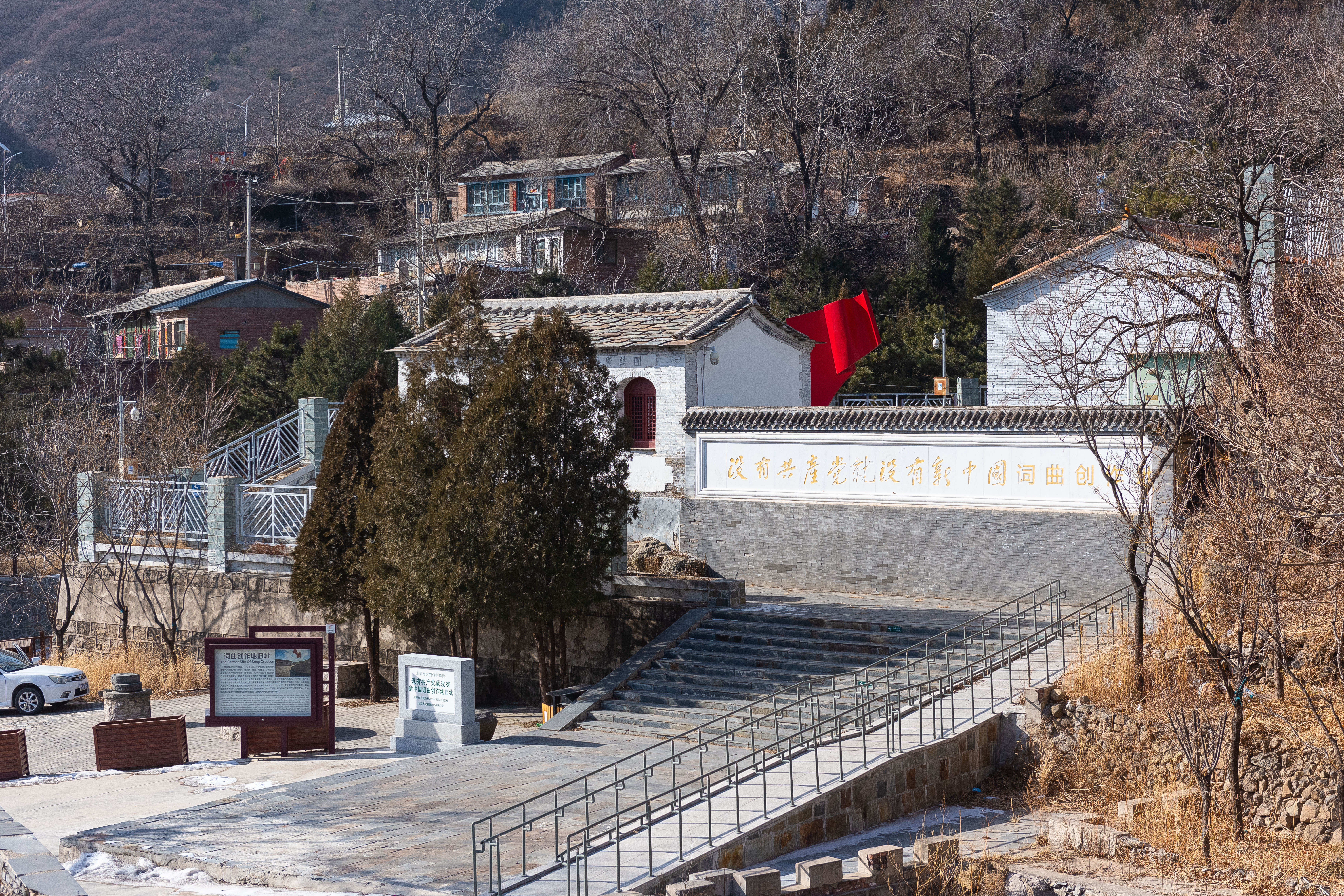
《没有共产党就没有新中国》歌曲创作地（堂上村中堂庙）

霞云岭乡，是中华人民共和国北京市房山區下辖的一个乡镇级行政单位。该乡堂上村是歌曲《没有共产党就没有新中国》的创作地，村内建有纪念馆。

## 行政区划
霞云岭乡下辖以下地区：
堂上村、大地港村、四马台村、龙门台村、庄户台村、王家台村、石板台村、四合村、霞云岭村、三流水村、大草岭村、上石堡村、北直河村、下石堡村和银水村。